# ONEOK
ONEOK est une entreprise américaine de transport d'hydrocarbures.

## Histoire
En février 2017, ONEOK annonce l'acquisition des participations qu'il ne détenait pas dans ONEOK Partners pour 9,3 milliards de dollars, créant un ensemble possédant 37 000 km de pipelines et de gazoducs.